# Bravo Girls: Všechno nebo nic
Bravo Girls: Všechno nebo nic (v anglickém originále Bring It On: All or Nothing) je americký komediální film z roku 2006. Režie se ujal Steve Rash a scénáře Alyson Fouse. Hlavní role hrají Hayden Panettiere a Solange Knowles. Film byl vydán na DVD dne 8. srpna 2006. Je druhým sequelem filmové série Bravo, girls!. 

## Obsazení
- Hayden Panettiere jako Britney Allen
- Solange Knowles jako Camille
- Gus Carr jako Jesse
- Marcy Rylan jako Winnie Harper
- Cindy Chiu jako Amber
- Giovonnie Samuels jako Kirresha
- Francia Raisa jako Leti
- Gary LeRoi Gray jako Tyson
- Danielle Savre jako Brianna
- Jake McDorman jako Brad Warner
- Jessica Fife jako Sierra
- Eric Bruskotter jako Timothy Allen
- Kiersten Warren jako Pamela Allen
- Rihanna (samu sebe)
- Swin Cash (samu sebe)